# Kimmo Tauriainen
Kimmo Tauriainen (Rovaniemi, 16 marzo 1972 – Rovaniemi, 22 gennaio 2025) è stato un calciatore finlandese, di ruolo centrocampista.

## Carriera

### Club
Tauriainen cominciò la carriera con la maglia del RoPS, prima di passare al Kontu. Fu poi ingaggiato dal KePS e l'anno seguente dal GBK. Nel 1998, si trasferì all'Atlantis, con cui vinse la Suomen Cup 2001. Nel 2002, fu acquistato dai norvegesi dello Start, per cui esordì nell'Eliteserien il 14 aprile, subentrando a Morten Larsen nel pareggio casalingo per 1-1 contro lo Stabæk. A fine stagione, la squadra retrocesse in 1. divisjon. Tauriainen tornò però in Finlandia, per giocare nello Jokerit. Nel biennio seguente, fu in forza al MyPa, con cui vinse la Veikkausliiga 2005. Nel 2006 tornò all'Atlantis, dove chiuse la carriera.

## Palmarès

### Club

#### Competizioni nazionali
- Coppa di Finlandia: 1

Atlantis: 2001
- Campionato finlandese: 1

MyPa: 2005